# 鈴木颯人
鈴木 颯人（すずき はやと、2005年（平成17年）1月1日-）は、日本の歌手、俳優。
ダンス＆ボーカルグループ・MAZZELのメンバー。東京都出身。

## 略歴
元テアトルアカデミー所属。
2013年より広告・映画・ドラマと幅広く活躍。
2023年1月、BMSGボーイズグループ発掘オーディション『MISSION×2』から誕生したダンス&ボーカルグループ「MAZZEL (マーゼル)」のメンバーであることが発表された。

## 人物
【特技】　殺陣・乗馬・ピアノ・ガールズダンス
【あだ名】トム・オンマ

## 出演

### 舞台
- 風雲新撰組ー月影（2015年 沖田総司役）
- 手塚治虫のキッズミュージカル『「ワンサくん」ー祭りに行くぞ！大脱走！』（2016年 主演 ワンサ役）
- ミュージカル「僕と幻のエデン」（2017年 ハル役）
- ミュージカル「スコア！」（2017年 アルゴ役）